# Maria Pérez Ansúrez
Maria Pérez Ansúrez   (Sahagún, Al final segle XI - Urgell, març 1101 ↔ abril 1102) va ser una noble lleonesa, comtessa consort del Comtat d'Urgell.
Va ser filla del comte castellà Pedro Ansúrez, senyor de Valladolid i d'Elo. Va casar-se el 1095 amb Ermengol V d'Urgell, que va anar a viure amb ella a Lleó. Quan el seu marit va morir el 1102 a la batalla de Mollerussa, el seu fill Ermengol VI va esdevenir comte d'Urgell, sota la tutela de Pedro Ansúrez.